# William Garbutt
(Testimonianza di Athos Zontini riportata su Sport Sud citata da Gianni Nicolini)
William Thomas Garbutt (Hazel Grove, 9 gennaio 1883 – Warwick, 24 febbraio 1964) è stato un calciatore e allenatore di calcio inglese, di ruolo attaccante o centrocampista.

## Caratteristiche tecniche

### Giocatore
È stato un'ala.

## Carriera

### Giocatore
Nacque a Hazel Grove, un villaggio nel distretto metropolitano di Stockport, nel 1883. Arruolatosi in giovane età, iniziò a giocare a calcio nella squadra degli artiglieri dell'esercito.
Dopo il congedo, iniziò la sua carriera di calciatore con la maglia del Reading, club per cui giocò nella Southern League dal 1903 al 1905.

Nel dicembre 1905 passò al Woolwich Arsenal, debuttando in First Division il 23 dicembre 1905 contro il Preston North End. Giocò 80 partite, di cui 52 in campionato, pur patendo diversi infortuni. Nel maggio 1908 passò al Blackburn, dove registrò 82 presenze in campionato in quattro stagioni. Fu proprio durante il periodo di militanza al Blackburn che si procurò un grave infortunio, che compromise il prosieguo della sua carriera; a raccontare i fatti è Vittorio Pozzo nelle sue memorie:
Ritornò all'Arsenal nel 1911, peraltro non giocando nemmeno una partita, per infine ritirarsi nel 1912, a 29 anni.

### Allenatore

#### Genoa e parentesi in nazionale

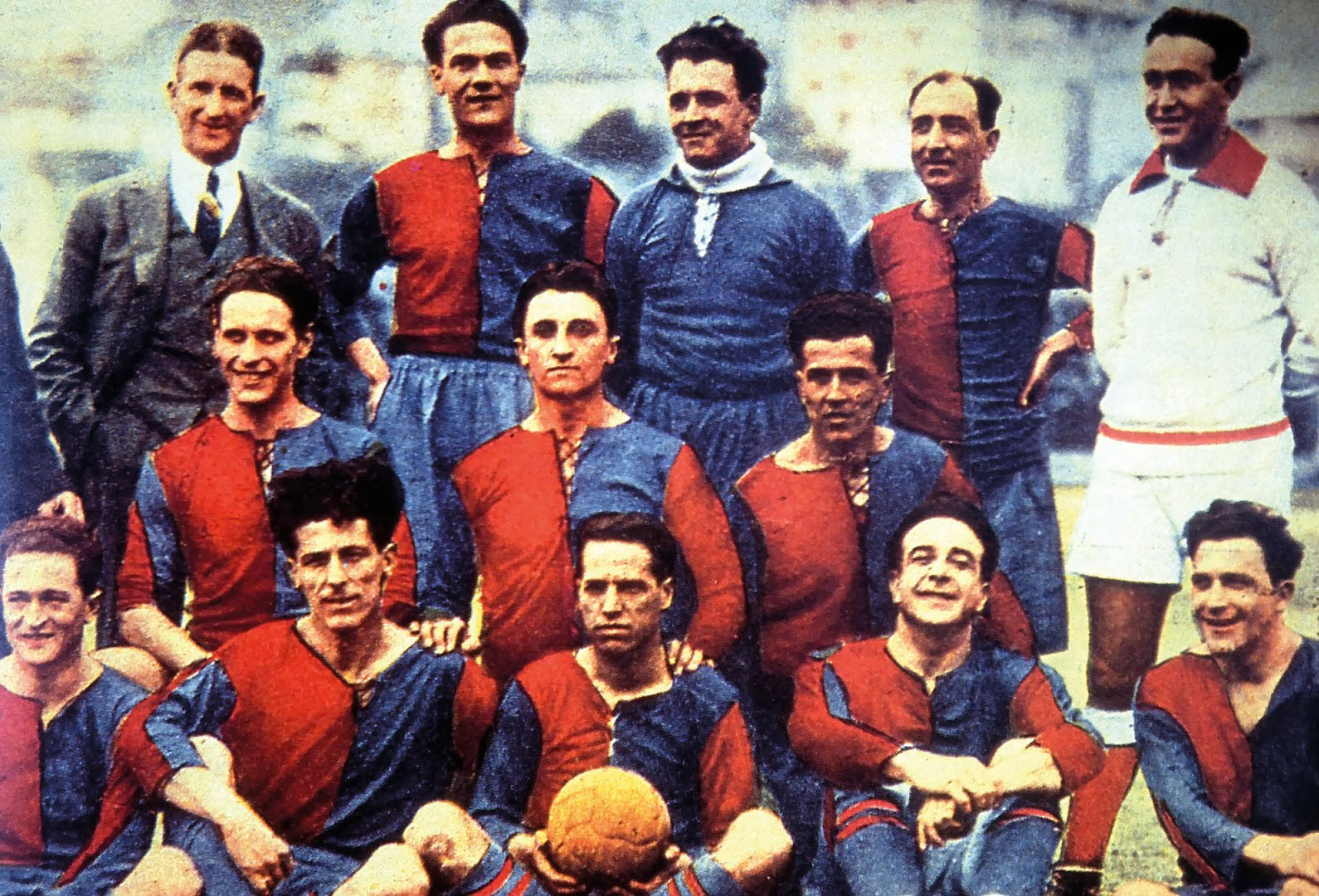
Garbutt (in piedi, primo da sinistra) allenatore dei rossoblù campioni d'Italia nella stagione 1923-1924

Nel 1912, dopo il ritiro dal calcio professionistico, si trasferì a Genova per lavorare presso il porto. Il 30 luglio 1912 venne assunto come allenatore del Genoa. Le ragioni della scelta di un allenatore alla prima esperienza da parte del club ligure (che sino a quel momento si era comunque sempre affidato ad allenatori inglesi) sono incerte. Si è ipotizzato che il suo nome fosse stato suggerito da Vittorio Pozzo o che la sua assunzione sia stata sollecitata dall'irlandese Thomas Coggins, che allenava le giovanili del Genoa. L'appellativo Mister con cui vengono abitualmente indicati i moderni allenatori di calcio viene fatto derivare dal modo in cui Garbutt - da poco giunto sul suolo italiano - veniva salutato ed indicato, appunto mister Garbutt.
Garbutt restò alla guida del Genoa per oltre quindici anni, dalla stagione 1912-1913 alla stagione 1926-1927 (ad esclusione ovviamente del periodo in cui i campionati furono sospesi in concomitanza con la prima guerra mondiale). Ristrutturò il Genoa, introducendo nuovi ritmi di allenamento, con particolare attenzione all'aspetto fisico ed a quello tattico. Garbutt rappresentò il prototipo dell'allenatore professionista in Italia, effettuando i primi acquisti di giocatori a titolo oneroso in un calcio ancora dilettantistico. Per un anno, dal 1º maggio 1913 al 17 maggio dell'anno seguente, Garbutt fu anche allenatore della nazionale italiana di calcio, guidandola per sei incontri, tutti amichevoli, con un bilancio complessivo di tre vittorie, due pareggi e una sconfitta.

Garbutt (primo da sinistra) nel 1914 alla guida della nazionale italiana

Gli acquisti di Attilio Fresia (per 400 lire), Aristodemo Santamaria ed Enrico Sardi (per 1600 lire cadauno) dall'Andrea Doria provocarono l'accusa di professionismo nei confronti del Genoa e dei giocatori coinvolti, che dovettero scontare alcune squalifiche. Con la società rossoblù vinse i campionati 1914-1915 (campionato interrotto con il Genoa capoclassifica per l'entrata in guerra dell'Italia), 1922-1923 (stagione completata senza una sconfitta) e nel 1923-1924 (anno in cui fu istituito lo scudetto tricolore da apporre sulla maglia di campioni d'Italia).
L'ultimo contratto tra il Genoa e Garbutt sarebbe scaduto a luglio del 1926, ma l'allenatore fu convinto a restare ancora per una stagione alla guida della squadra rossoblù. Nonostante l'esito del campionato precedente - ricordato dai tifosi genoani come quello della stella mancata, a causa della contestata vittoria del Bologna in una triplice finale della Lega Nord condizionata da fattori esterni e pressioni politiche - Garbutt accettò di restare ancora per un anno sulla panchina rossoblù.

#### Roma e Napoli
Nel 1927 Garbutt venne assunto come allenatore della neonata Roma. In due anni vinse una Coppa CONI.
Nel 1929, chiamato da Giorgio Ascarelli, passò al Napoli per partecipare al primo campionato di Serie A a girone unico.
Cambiò i metodi d'allenamento, facendo esercitare i giocatori nel dribbling, a colpire la palla di testa ad altezze sempre maggiori e forzando chi usava solo un piede ad usare l'altro, obbligandolo ad indossare una sola scarpa durante gli allenamenti; instaurò quindi una disciplina ferrea, lasciando poco tempo libero ai suoi calciatori. Ascarelli gli fornì calciatori come Giuseppe Cavanna, Antonio Vojak e Marcello Mihalich; il suo primo anno con la società partenopea si concluse con un quinto posto in classifica.
A Napoli rimase complessivamente sei anni, raggiungendo per due volte il terzo posto in campionato.

#### Spagna ed ultimi anni
Si trasferi in Spagna nel 1935, vincendo con l'Athletic Bilbao il campionato alla prima stagione. Rientrò in Italia nel dicembre 1936 e, dopo un brevissimo passaggio al Milan, fece ritorno a Genova, rimanendo con i rossoblù sino al 1940 e successivamente, dopo la guerra, dal 1946 al 1948, quando si ritirò.

## Statistiche

### Statistiche da allenatore

#### Nazionale
| Squadra | Naz               | dall'          | al             | Record | Record | Record | Record     | Record | Record | Record | Record |
| G       | V                 | N              | P              | GF     | GS     | DR     | % Vittorie |        |        |        |        |
| ------- | ----------------- | -------------- | -------------- | ------ | ------ | ------ | ---------- | ------ | ------ | ------ | ------ |
| Italia  | Italia (bandiera) | 1º maggio 1913 | 17 maggio 1914 | 6      | 3      | 2      | 1          | 5      | 3      | +2     | 50,00  |

## Palmarès

### Allenatore
- Campionato italiano: 3

Genoa: 1914-1915, 1922-1923, 1923-1924
- Coppa CONI: 1

Roma: 1928
- Campionato spagnolo: 1

Athletic Bilbao: 1935-1936